# 1. ŽNL Karlovačka 2012./13.
1. ŽNL Karlovačku u sezoni 2012./13. je činilo 14 klubova. Prvenstvo se igralo dvokružno, a prvak je nakon 26 kola postao NK Karlovac 1919 i time se plasirao u Međužupanijsku nogometnu ligu Središte Zagreb. Iz lige je ispala NK Mladost Rečica.

## Tablica
| Mj. | Klub                         | Sus. | Pob | Rem | Por | GR     | Bod |
| --- | ---------------------------- | ---- | --- | --- | --- | ------ | --- |
| 1.  | NK Karlovac 1919             | 26   | 20  | 3   | 3   | 84:27  | 63  |
| 2.  | NK Zrinski Ozalj             | 26   | 19  | 5   | 2   | 74:30  | 62  |
| 3.  | NK Ogulin                    | 26   | 19  | 4   | 3   | 102:29 | 61  |
| 4.  | NK Ilovac Karlovac           | 26   | 14  | 4   | 8   | 56:45  | 46  |
| 5.  | NK Duga Resa 1929            | 26   | 13  | 4   | 9   | 47:38  | 43  |
| 6.  | NK Slunj                     | 26   | 10  | 7   | 9   | 50:40  | 37  |
| 7.  | NK Vatrogasac Gornje Mekušje | 26   | 8   | 7   | 11  | 43:60  | 31  |
| 8.  | NK Mostanje ALL Karlovac     | 26   | 8   | 6   | 12  | 26:38  | 30  |
| 9.  | NK Dobra Sveti Petar         | 26   | 7   | 6   | 13  | 39:58  | 27  |
| 10. | NK Vrlovka Kamanje           | 26   | 7   | 5   | 14  | 47:62  | 26  |
| 11. | NK Korana Karlovac           | 26   | 6   | 7   | 13  | 37:60  | 25  |
| 12. | NK Croatia '78 Žakanje       | 26   | 6   | 5   | 15  | 42:63  | 23  |
| 13. | NK Draganić                  | 26   | 5   | 6   | 15  | 29:69  | 21  |
| 14. | NK Mladost Rečica            | 26   | 4   | 3   | 19  | 25:82  | 15  |

## Rezultati
| NK Vatrogasac Gornje Mekušje - NK Slunj 4:0 NK Draganić - NK Mostanje ALL Karlovac 0:3 NK Vrlovka Kamanje - NK Dobra Sveti Petar 4:0 NK Korana Karlovac - NK Mladost Rečica 6:1 NK Ogulin - NK Croatia '78 Žakanje 4:1 NK Ilovac Karlovac - NK Karlovac 1919 1:3 NK Duga Resa 1929 - NK Zrinski Ozalj 0:2  | NK Duga Resa 1929 - NK Ilovac Karlovac 5:1 NK Karlovac 1919 - NK Ogulin 2:1 NK Croatia '78 Žakanje - NK Korana Karlovac 2:2 NK Mladost Rečica - NK Vrlovka Kamanje 1:4 NK Dobra Sveti Petar - NK Draganić 4:1 NK Mostanje ALL Karlovac - NK Vatrogasac Gornje Mekušje 1:2 NK Zrinski Ozalj - NK Slunj 2:0  | NK Ogulin - NK Duga Resa 1929 1:0 NK Korana Karlovac - NK Karlovac 1919 0:1 NK Vrlovka Kamanje - NK Croatia '78 Žakanje 1:1 NK Draganić - NK Mladost Rečica 1:0 NK Vatrogasac Gornje Mekušje - NK Dobra Sveti Petar 1:1 NK Slunj - NK Mostanje ALL Karlovac 5:1 NK Ilovac Karlovac - NK Zrinski Ozalj 2:4 |
| NK Duga Resa 1929 - NK Korana Karlovac 1:2 NK Ilovac Karlovac - NK Ogulin 2:2 NK Karlovac 1919 - NK Vrlovka Kamanje 3:1 NK Croatia '78 Žakanje - NK Draganić 4:1 NK Mladost Rečica - NK Vatrogasac Gornje Mekušje 0:2 NK Dobra Sveti Petar - NK Slunj 1:3 NK Zrinski Ozalj - NK Mostanje ALL Karlovac 4:0  | NK Vrlovka Kamanje - NK Duga Resa 1929 2:3 NK Korana Karlovac - NK Ilovac Karlovac 1:3 NK Draganić - NK Karlovac 1919 0:0 NK Mladost Rečica - NK Slunj 0:0 NK Vatrogasac Gornje Mekušje - NK Croatia '78 Žakanje 3:0 NK Mostanje ALL Karlovac - NK Dobra Sveti Petar 0:0 NK Ogulin - NK Zrinski Ozalj 3:3  | NK Duga Resa 1929 - NK Draganić 1:1 NK Ilovac Karlovac - NK Vrlovka Kamanje 4:2 NK Ogulin - NK Korana Karlovac 0:0 NK Karlovac 1919 - NK Vatrogasac Gornje Mekušje 5:2 NK Croatia '78 Žakanje - NK Slunj 1:2 NK Mladost Rečica - NK Mostanje ALL Karlovac 0:1 NK Zrinski Ozalj - NK Dobra Sveti Petar 7:1 |
| NK Vatrogasac Gornje Mekušje - NK Duga Resa 1929 1:1 NK Draganić - NK Ilovac Karlovac 0:2 NK Vrlovka Kamanje - NK Ogulin 3:6 NK Slunj - NK Karlovac 1919 3:3 NK Mostanje ALL Karlovac - NK Croatia '78 Žakanje 2:0 NK Dobra Sveti Petar - NK Mladost Rečica 3:0 NK Korana Karlovac - NK Zrinski Ozalj 1:4  | NK Duga Resa 1929 - NK Slunj 3:0 NK Ilovac Karlovac - NK Vatrogasac Gornje Mekušje 1:1 NK Ogulin - NK Draganić 12:0 NK Korana Karlovac - NK Vrlovka Kamanje 0:3 NK Karlovac 1919 - NK Mostanje ALL Karlovac 4:1 NK Croatia '78 Žakanje - NK Dobra Sveti Petar 2:1 NK Zrinski Ozalj - NK Mladost Rečica 5:1 | NK Mostanje ALL Karlovac - NK Duga Resa 1929 1:1 NK Slunj - NK Ilovac Karlovac 1:2 NK Vatrogasac Gornje Mekušje - NK Ogulin 2:2 NK Draganić - NK Korana Karlovac 2:2 NK Dobra Sveti Petar - NK Karlovac 1919 1:1 NK Mladost Rečica - NK Croatia '78 Žakanje 2:1 NK Vrlovka Kamanje - NK Zrinski Ozalj 2:1 |
| NK Duga Resa 1929 - NK Dobra Sveti Petar 5:0 NK Ilovac Karlovac - NK Mostanje ALL Karlovac 0:2 NK Ogulin - NK Slunj 2:1 NK Korana Karlovac - NK Vatrogasac Gornje Mekušje 0:1 NK Vrlovka Kamanje - NK Draganić 4:1 NK Karlovac 1919 - NK Mladost Rečica 6:1 NK Zrinski Ozalj - NK Croatia '78 Žakanje 3:2  | NK Duga Resa 1929 - NK Mladost Rečica 4:3 NK Dobra Sveti Petar - NK Ilovac Karlovac 7:1 NK Mostanje ALL Karlovac - NK Ogulin 0:2 NK Slunj - NK Korana Karlovac 6:0 NK Vatrogasac Gornje Mekušje - NK Vrlovka Kamanje 2:1 NK Croatia '78 Žakanje - NK Karlovac 1919 2:3 NK Draganić - NK Zrinski Ozalj 1:6  | NK Duga Resa 1929 - NK Croatia '78 Žakanje 2:0 NK Ilovac Karlovac - NK Mladost Rečica 3:0 NK Ogulin - NK Dobra Sveti Petar 2:0 NK Korana Karlovac - NK Mostanje ALL Karlovac 0:0 NK Vrlovka Kamanje - NK Slunj 2:2 NK Draganić - NK Vatrogasac Gornje Mekušje 2:4 NK Zrinski Ozalj - NK Karlovac 1919 4:2 |
| NK Karlovac 1919 - NK Duga Resa 1929 3:1 NK Croatia '78 Žakanje - NK Ilovac Karlovac 1:4 NK Mladost Rečica - NK Ogulin 1:7 NK Dobra Sveti Petar - NK Korana Karlovac 1:0 NK Mostanje ALL Karlovac - NK Vrlovka Kamanje 1:4 NK Slunj - NK Draganić 3:0 NK Vatrogasac Gornje Mekušje - NK Zrinski Ozalj 2:2  | NK Slunj - NK Vatrogasac Gornje Mekušje 5:2 NK Mostanje ALL Karlovac - NK Draganić 2:2 NK Dobra Sveti Petar - NK Vrlovka Kamanje 4:1 NK Mladost Rečica - NK Korana Karlovac 2:1 NK Croatia '78 Žakanje - NK Ogulin 0:6 NK Karlovac 1919 - NK Ilovac Karlovac 1:0 NK Zrinski Ozalj - NK Duga Resa 1929 1:0  | NK Ilovac Karlovac - NK Duga Resa 1929 2:0 NK Ogulin - NK Karlovac 1919 4:0 NK Korana Karlovac - NK Croatia '78 Žakanje 2:3 NK Vrlovka Kamanje - NK Mladost Rečica 2:3 NK Draganić - NK Dobra Sveti Petar 1:0 NK Vatrogasac Gornje Mekušje - NK Mostanje ALL Karlovac 2:0 NK Slunj - NK Zrinski Ozalj 1:1 |
| NK Duga Resa 1929 - NK Ogulin 1:6 NK Karlovac 1919 - NK Korana Karlovac 10:0 NK Croatia '78 Žakanje - NK Vrlovka Kamanje 1:1 NK Mladost Rečica - NK Draganić 1:1 NK Dobra Sveti Petar - NK Vatrogasac Gornje Mekušje 3:3 NK Mostanje ALL Karlovac - NK Slunj 0:1 NK Zrinski Ozalj - NK Ilovac Karlovac 1:4 | NK Korana Karlovac - NK Duga Resa 1929 2:3 NK Ogulin - NK Ilovac Karlovac 3:0 NK Vrlovka Kamanje - NK Karlovac 1919 1:3 NK Draganić - NK Croatia '78 Žakanje 4:2 NK Vatrogasac Gornje Mekušje - NK Mladost Rečica 1:2 NK Slunj - NK Dobra Sveti Petar 0:1 NK Mostanje ALL Karlovac - NK Zrinski Ozalj 0:0  | NK Duga Resa 1929 - NK Vrlovka Kamanje 2:0 NK Ilovac Karlovac - NK Korana Karlovac 5:2 NK Karlovac 1919 - NK Draganić 5:0 NK Croatia '78 Žakanje - NK Vatrogasac Gornje Mekušje 6:2 NK Slunj - NK Mladost Rečica 4:0 NK Dobra Sveti Petar - NK Mostanje ALL Karlovac 3:0 NK Zrinski Ozalj - NK Ogulin 3:1 |
| NK Draganić - NK Duga Resa 1929 0:2 NK Vrlovka Kamanje - NK Ilovac Karlovac 1:1 NK Korana Karlovac - NK Ogulin 4:3 NK Vatrogasac Gornje Mekušje - NK Karlovac 1919 0:3 NK Slunj - NK Croatia '78 Žakanje 1:1 NK Mostanje ALL Karlovac - NK Mladost Rečica 3:1 NK Dobra Sveti Petar - NK Zrinski Ozalj 1:3  | NK Duga Resa 1929 - NK Vatrogasac Gornje Mekušje 3:0 NK Ilovac Karlovac - NK Draganić 3:2 NK Ogulin - NK Vrlovka Kamanje 5:3 NK Karlovac 1919 - NK Slunj 6:0 NK Croatia '78 Žakanje - NK Mostanje ALL Karlovac 1:2 NK Mladost Rečica - NK Dobra Sveti Petar 1:1 NK Zrinski Ozalj - NK Korana Karlovac 2:2  | NK Slunj - NK Duga Resa 1929 2:0 NK Vatrogasac Gornje Mekušje - NK Ilovac Karlovac 0:3 NK Draganić - NK Ogulin 0:4 NK Vrlovka Kamanje - NK Korana Karlovac 1:1 NK Mostanje ALL Karlovac - NK Karlovac 1919 0:1 NK Dobra Sveti Petar - NK Croatia '78 Žakanje 1:1 NK Mladost Rečica - NK Zrinski Ozalj 0:1 |
| NK Duga Resa 1929 - NK Mostanje ALL Karlovac 2:2 NK Ilovac Karlovac - NK Slunj 1:1 NK Ogulin - NK Vatrogasac Gornje Mekušje 9:1 NK Korana Karlovac - NK Draganić 1:0 NK Karlovac 1919 - NK Dobra Sveti Petar 4:0 NK Croatia '78 Žakanje - NK Mladost Rečica 6:0 NK Zrinski Ozalj - NK Vrlovka Kamanje 2:0  | NK Dobra Sveti Petar - NK Duga Resa 1929 2:4 NK Mostanje ALL Karlovac - NK Ilovac Karlovac 0:1 NK Slunj - NK Ogulin 0:2 NK Vatrogasac Gornje Mekušje - NK Korana Karlovac 2:2 NK Draganić - NK Vrlovka Kamanje 5:0 NK Mladost Rečica - NK Karlovac 1919 1:5 NK Croatia '78 Žakanje - NK Zrinski Ozalj 1:6  | NK Mladost Rečica - NK Duga Resa 1929 1:2 NK Ilovac Karlovac - NK Dobra Sveti Petar 6:1 NK Ogulin - NK Mostanje ALL Karlovac 2:0 NK Korana Karlovac - NK Slunj 3:1 NK Vrlovka Kamanje - NK Vatrogasac Gornje Mekušje 3:1 NK Karlovac 1919 - NK Croatia '78 Žakanje 6:1 NK Zrinski Ozalj - NK Draganić 2:1 |
| NK Croatia '78 Žakanje - NK Duga Resa 1929 0:1 NK Mladost Rečica - NK Ilovac Karlovac 2:3 NK Dobra Sveti Petar - NK Ogulin 1:4 NK Mostanje ALL Karlovac - NK Korana Karlovac 2:0 NK Slunj - NK Vrlovka Kamanje 7:1 NK Vatrogasac Gornje Mekušje - NK Draganić 1:2 NK Karlovac 1919 - NK Zrinski Ozalj 1:2  | NK Duga Resa 1929 - NK Karlovac 1919 0:3 NK Ilovac Karlovac - NK Croatia '78 Žakanje 1:2 NK Ogulin - NK Mladost Rečica 9:1 NK Korana Karlovac - NK Dobra Sveti Petar 3:1 NK Vrlovka Kamanje - NK Mostanje ALL Karlovac 0:2 NK Draganić - NK Slunj 1:1 NK Zrinski Ozalj - NK Vatrogasac Gornje Mekušje 3:1  | |